# Duc de Lancastre
Le titre de duc de Lancastre a été porté plusieurs fois au XIVe et au début du XVe siècle. 

## Histoire du titre
La première création du titre date du 6 mars 1351 pour Henry de Grosmont, comte de Lancastre, Leicester, Derby et  Lincoln. Il était un arrière-petit-fils d'Henri III d'Angleterre, et ce titre s'éteint avec lui en 1361.
Jean de Gand fut le deuxième à recevoir ce titre le 13 novembre 1362. Il était aussi comte de Lancastre, Richmond, Derby et Leicester. Il était le quatrième fils du roi Édouard III d'Angleterre, et avait épousé Blanche de Lancastre, la cinquième comtesse de Lancastre, fille de Henry de Grosmont.
Quand il mourut, le 4 février 1399, le duché passa à son fils, Henri de Bolingbroke, 1er duc d'Hereford. Plus tard cette même année, ce dernier usurpa la couronne d'Angleterre du roi Richard II, et accéda au trône sous le nom d'Henri IV. Par conséquent, le duché fut rattaché à la couronne.
La troisième création du titre intervient le 10 novembre 1399 pour Henri de Monmouth, prince de Galles, le fils aîné du nouveau roi. Quand celui-ci accéda au trône sous le nom d'Henri V en 1413, le duché fut à nouveau rattaché à la couronne.
Bien que le titre de duc de Lancastre n'existe plus depuis 1413, le duché de Lancastre existe toujours en tant qu'entité séparée du pouvoir de la Couronne. C'est l'un des deux duchés royaux en Angleterre, et il compte actuellement comme possession du roi Charles III. Le souverain est traditionnellement désigné en tant que duc de Lancastre, mais sans base légale. Le titre masculin « duc » est également employé par les reines, car la reine Victoria l'estimait supérieur au titre de duchesse.
Il est de coutume dans les dîners formels (particulièrement dans les régiments lancastriens des forces armées), d'annoncer : « Au roi / À la reine, duc de Lancastre » lors du « Loyal Toast ».

## Première création (1351)
- 1351-1361 : Henri de Grosmont (1310-1361), comte de Lancastre, Leicester, Derby et Lincoln.

## Deuxième création (1362)
- 1362-1399 : Jean de Gand (1340-1399), comte de Lancastre, Richmond, Derby, Lincoln et Leicester. Gendre du précédent ;
- 1399 : Henri Bolingbroke (1367-1413), comte de Lancastre, Derby, Leicester, Lincoln, Northampton, et duc d'Hereford. Devint Henri IV d'Angleterre en 1399. Fils du précédent.

## Troisième création (1399)
- 1399-1413 : Henri de Monmouth (1386-1422), prince de Galles. Devint Henri V d'Angleterre en 1413. Fils du précédent.